# José Enrique Gutiérrez
José Enrique Gutiérrez (Valência, 18 de junho de 1974) é um ciclista profissional espanhol.